# Frågesport

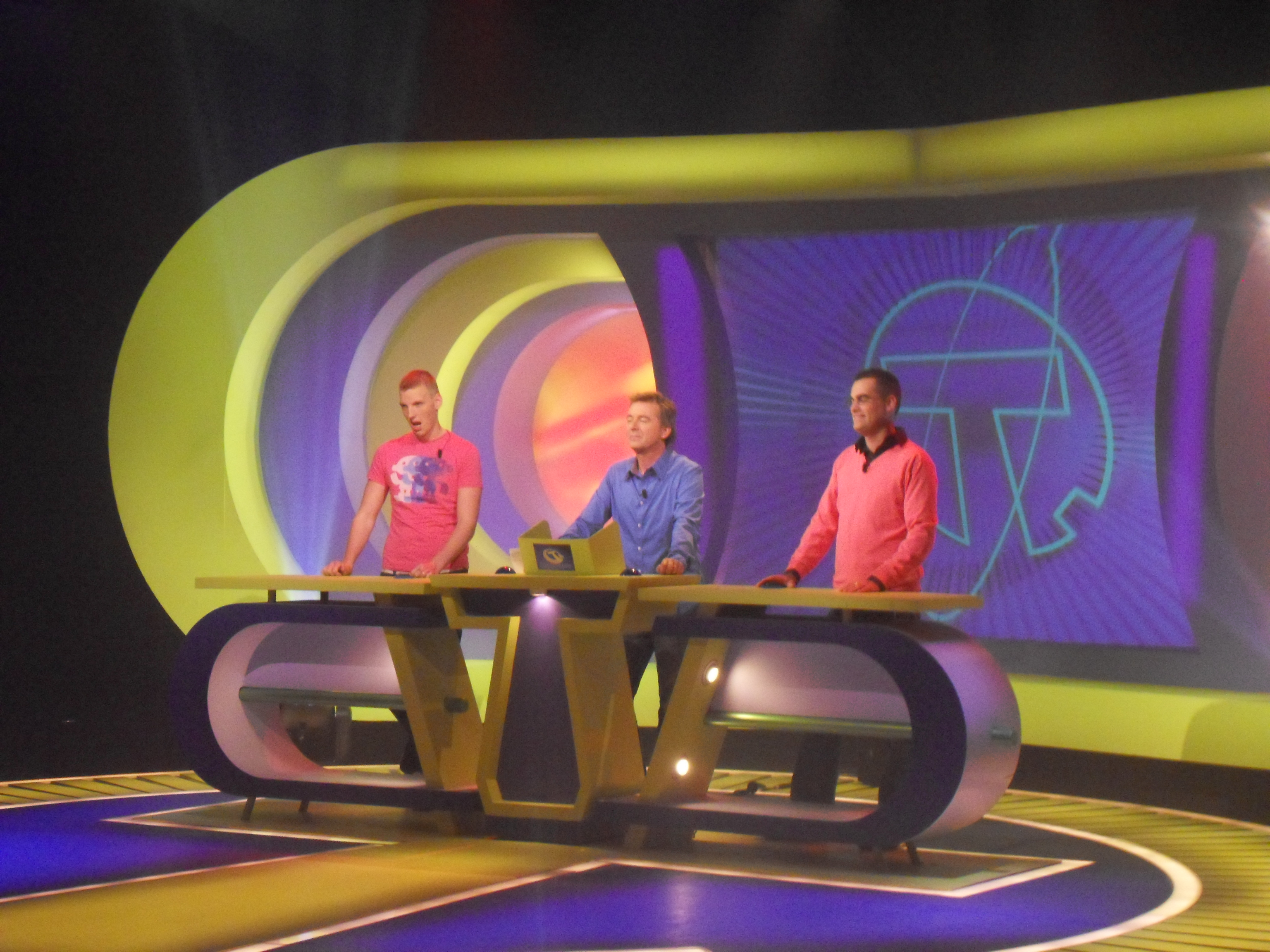
Frågesport i holländsk TV.

Frågesport (eng: quiz) är en tävling där det gäller att svara rätt på frågor i allmänbildning. Det vill säga visa sina kunskaper inom många olika ämnesområden, till exempel; musik, sport, matlagning och geografi. Denna typ av tävling är ganska vanlig inom tv och radio.

## Historia
Frågesportens förebild, de amerikanska och kanadensiska program som kallas "quiz show", introducerades under mitten av 1930-talet. Ordet "frågesport" lanserades av Aftonbladet den 15 december 1938 för den programtyp som ett par veckor tidigare debuterat i Sveriges Radio under programrubriken "Vem vet vad?". Det var i ett radioprogram lett av Gösta Knutsson. Han kallade det ”allmänbildningstävling”, och första kampen gick mellan ett lag från Stockholms nation och ett från Göteborgs nation vid Uppsala universitet. Programmet gjorde succé och följdes av många fler. Efter hand dök lättsammare varianter upp i radion, främst tack vare Pekka Langer. 
I TV blev frågeprogrammen än mer populära. Ett av de första var ”Tiotusenkronorsfrågan Kvitt eller dubbelt”, utfrågaren hette då Nils Erik Bæhrendtz. Programmet var emellertid inte särskilt lekfullt, utan mer en uppvisning av minnesmästares talanger. Mer underhållande var de många program som Pekka Langer och Carl-Uno Sjöblom ledde i TV.
Programformatet har också inspirerat till mer komiska utfrågningsprogram som exempelvis de brittiska QI (med svensk avläggare Intresseklubben), som har frågor som det inte förväntas att deltagarna skall kunna svara på, och If I Ruled the World (med svensk avläggare Parlamentet), som har frågor som deltagarna förväntas ge helt fiktiva svar på.

### I Sverige
- På spåret
- Jeopardy!
- Vem vet mest?
- Vem vill bli miljonär?
- Vi i femman
- Postkodmiljonären
- Alla mot alla med Filip och Fredrik
- Kulturfrågan Kontrapunkt
- Muren
- Hjulet

Frågesport utgör grunden i flera sällskapsspel i kategorin frågespel, med Trivial Pursuit som ett känt exempel.